# María Barranco
María Barranco   (Màlaga, 11 de juny de 1961) és una actriu espanyola de cinema, teatre i televisió.

## Biografia
María Barranco abandonà els estudis de Medicina per començar a estudiar art dramàtic a Màlaga, on participà en diversos grups teatrals. Molt aviat es traslladà a Madrid per debutar en el teatre amb La venganza de Don Mendo i incorporar-se més tard com a noia de conjunt en la companyia de revista de Juanito Navarro.

### Cinema
El seu debut cinematogràfic fou el 1985 amb el llargmetratge El elegido. De seguida va captivar un dels directors emergents de l'època, Pedro Almodóvar, que va contractar-la per treballar a Mujeres al borde de un ataque de nervios. La pel·lícula d'Almodóvar esdevingué un gran èxit a nivell nacional i internacional, i ja el 1988 va arribar a la fama convertint-se en l'actriu revelació d'aleshores.
Al llarg de la seva extensa carrera, ha treballat amb directors com Jaime Chávarri, Bigas Luna, Pedro Olea o Fernando Fernán Gómez. També ha treballat en alguns projectes televisius, com a les sèries Ellas son así, Señor Alcalde o Ellas y el sexo débil.
Ha col·laborat en més d'una trentena de pel·lícules i el seu treball ha estat premiat amb el Premi Goya a la millor actriu secundària el 1989 per la pel·lícula Mujeres al borde de un ataque de nervios i el mateix premi el 1990 amb la pel·lícula Las edades de Lulú. Al Festival de Cinema Negre de Viareggio obtingué el premi a la millor actriu per la pel·lícula Todo por la pasta el 1991 i el premi a la millor actriu al Festival de Cinema Hispà de Miami el 1996 amb la pel·lícula Bwana, d'Imanol Uribe.

### Teatre
També ha treballat en el teatre com, per exemple, en l'obra Algo en común, de Harvey Fierstein, amb José Coronado, amb la qual va debutar el 1996, després d'una llarga carrera cinematogràfica. Més endavant, al 2010, presentà al Teatre Maravillas de Madrid, i després girà per l'estat espanyol, la comèdia romàntica Tócala otra vez, Sam, de Woody Allen, al costat de Luís Merlos, que tornà a Madrid el 2012. El 2014 Maria Barranco tornà a l'escena amb Cancún, de Jordi Galceran. La comedia de las mentiras, de Pep Anton Gómez i Sergi Pompermayer, on treballava amb Pepón Nieto i Paco Tous, es presentà el 2017 al Festival Internacional de Teatro Clásico de Mérida i l'any següent al Teatre Lope de Vega de Sevilla.

## Filmografia
| Any  | Pel·lícula                               | Director                 |
| ---- | ---------------------------------------- | ------------------------ |
| 1985 | El elegido                               | Fernando Huertas         |
| 1988 | Mujeres al borde de un ataque de nervios | Pedro Almodóvar          |
| 1989 | Las cosas del querer                     | Jaime Chávarri           |
| 1989 | ¡Átame!                                  | Pedro Almodóvar          |
| 1989 | El baile del pato                        | Manuel Iborra            |
| 1990 | Las edades de Lulú                       | Bigas Luna               |
| 1991 | El rey pasmado                           | Imanol Uribe             |
| 1991 | Todo por la pasta                        | Enrique Urbizu           |
| 1992 | Aquí el que no corre, vuela              | Ramón Fernández          |
| 1992 | La ardilla roja                          | Julio Médem              |
| 1993 | Rosa Rosae                               | Gonzalo Suárez           |
| 1994 | Todos los hombres sois iguales           | Manuel Gómez Pereira     |
| 1995 | Siete mil días juntos                    | Fernando Fernán Gómez    |
| 1995 | El seductor                              | José Luís García Sánchez |
| 1995 | Morirás en Chafarinas                    | Pedro Olea               |
| 1995 | El efecto mariposa                       | Fernando Colomo          |
| 1995 | El palomo cojo                           | Jaime de Armiñan         |
| 1995 | Boca a boca                              | Manuel Gómez Pereira     |
| 1996 | Bwana                                    | Imanol Uribe             |
| 1997 | 99.9                                     | Agustí Villaronga        |
| 1998 | La niña de tus ojos                      | Fernando Trueba          |
| 1999 | Novios                                   | Joaquim Oristrell        |
| 2001 | Anita no perd el tren                    | Ventura Pons             |
| 2001 | Manolito Gafotas ¡Mola ser jefe!         | Juan Potau               |
| 2002 | El oro de Moscú                          | Jesús Bonilla            |
| 2003 | El viaje de Carol                        | Imanol Uribe             |
| 2004 | Atún y chocolate                         | Pablo Carbonell          |
| 2010 | La vida empieza hoy                      | Laura Mañá               |
| 2011 | La daga de Rasputín                      | Jesús Bonilla            |

## Premis i nominacions

### Premis
- 1989. Goya a la millor actriu secundària per Mujeres al borde de un ataque de nervios
- 1991. Goya a la millor actriu secundària per Las edades de Lulú

### Nominacions
- 1990. Goya a la millor actriu secundària per Las cosas del querer
- 1992. Goya a la millor actriu secundària per El rey pasmado
- 1994. Goya a la millor actriu secundària per La ardilla roja